# Маркетик, Шэннон
Шэннон ЛаРиа Маркетик (англ. Shannon LaRhea Marketic; род. 14 января 1971 года) — американская актриса

, модель и фотомодель; победительница конкурса «Мисс США 1992».

## Биография

### Конкурсы красоты
Получила титул Юная Мисс США в 1989 году, но корона была ей передана по ошибке. Через полторы недели после коронации заняла в действительности титул Первой Вице Мисс.
Через несколько лет завоевала титул Мисс Калифорния 1992 и представила штат на национальном конкурсе Мисс США 1992. Конкурс транслировался в прямом эфире из Уичито, штат Канзас. Она стала второй в полуфинальном интервью, шестой в купальниках и вечернем платье. Высокий средний балл, третий по числу, позволил ей войти в число шести финалисток конкурса. После вопроса судьи она прошла в финал второй, в итоге завоевала специальный приз «Мисс Фотогеничность» и титул «Мисс США».
Представляла страну на международном конкурсе красоты Мисс Вселенная 1992, прошедший в Бангкоке. Вошла в число 10 полуфиналисток. В итоге она стала лишь восьмая.

### Инцидент с Султаном Брунея
В 1997 году Шэннон подала в суд на султана Брунея — Джеффри Болкиах. Заявив, что она и другие женщины были наняты для работы, но вместо этого они были «виртуальными заключёнными», а именно с его стороны были сексуальные надругательства и употребление наркотиков. Султан, как ответчик отклонил все обвинения. В иске было также указано имя Мисс США 1997 года — Брэнди Шервуд, но она отказалась от подачи иска против королевского члена семьи. После 18 месяцев судебного разбирательства судья отклонил иск, основываясь на том, что султан обладал суверенным иммунитетом в качестве главы государства.